# Christian Ludwig Landbeck
Christian Ludwig (Luis) Landbeck (11 de desembre de 1807 - 3 de setembre de 1890) va ser un destacat ornitòleg alemany.
Va participar en una expedició a Xile i va descriure moltes espècies d'ocells en col·laboració amb Rodolfo Amando Philippi. Va dirigir la publicació del Naturgeschichte aller Vögel Europas ("Història natural de tots els ocells europeus").
Encara que els dos científics van descriure conjuntament moltes espècies, el cactus Cereus coerulescens var. landbeckii (1875) va ser nomenat per Philippi en honor del seu col·lega. Philippi també va anomenar en honor seu les espècies següents (no aviàries):
- Calceolaria landbeckii: (1860), espècie botànica de la família Calceolariaceae.[2]
- Gnaphalium landbeckii: (1864), espècie botànica de la tribu Gnaphalieae.[3]
- Bombylius landbecki: (1865), insecte de la família Bombyliidae.[4]
- Allidiostoma landbecki: (1873), insecte de la subfamília Allidiostomatinae.[5]

Una altra planta que porta el seu nom és Tillandsia landbeckii (1864), de la família Bromeliaceae.

## Abreviatura (zoologia)
L'abreviatura Landbeck s'empra per indicar Christian Ludwig Landbeck com a autoritat en la descripció en taxonomia i zoologia.

## Publicacions
- Nachtrag zur Aufzählung der Vögel Würtemberg, 1836 - Addendum al suplement d'ocells a Württemberg.
- Systematisches Verzeichniss der Vögel Württembergs, 1846 - Directori sistemàtic d'ocells a Württemberg.[6]